# ری ایستوود
ری ایستوود (انگلیسی: Ray Eastwood; ۱ ژانویهٔ ۱۹۱۵ – 1999 (age 83 or 84)) بازیکن فوتبال اهل بریتانیا بود.
از باشگاه‌هایی که در آن بازی کرده‌است می‌توان به باشگاه فوتبال نلسون و باشگاه فوتبال آلترینچام اشاره کرد.